# آئودی ای۷

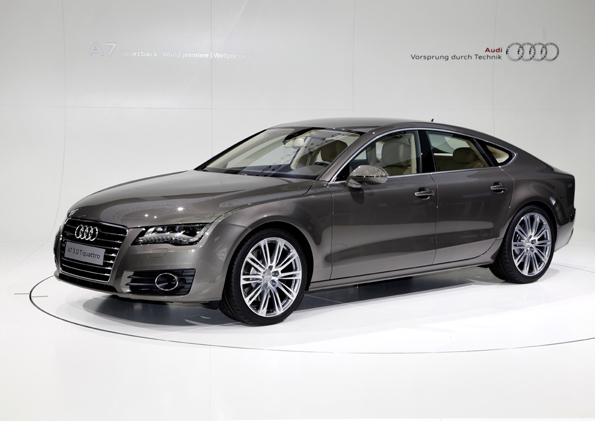

آئودی ای۷ (Audi A۷) خودرویی است که در سال‌های ۲۰۱۰ تا تولید شده‌است. طراحی آن موتور جلو، خودرو محور جلو و خودرو چهار چرخ محرک بوده است. سیستم جعبه‌دندهٔ آن ۷ دنده است.